# 伊恩·柯蒂斯
伊恩·柯蒂斯（英語：Ian Curtis，1956年7月15日—1980年5月18日），英國著名搖滾樂團歡樂分隊（Joy Division）主唱、作词人。他因受癫痫病影响的舞台表演风格，以及低沉的男中音演唱而闻名。他还患有抑郁症，在乐队首次北美巡演前夕自杀身亡。被认为是摇滚乐史上的一位“悲剧人物”。

## 生平
1978年底，加盟Factory 唱片公司后的曼彻斯特乐队歡樂分隊来到英國伦敦发展。伊恩·柯蒂斯刚到伦敦时，他的癫痫病就开始发作。因此，歡樂分隊的音乐从一开始就带点病态色彩。
伊恩·柯蒂斯和妻子狄波拉相识于1972年，婚后于1979年生下第一个女儿娜塔莉。此后，他的性格变得越发孤僻，甚至有点难以理喻，除了不准妻子去看他的演出，甚至规定乐队成员的妻子或女友都不准去看乐队演出。伴随着日益加重的癫痫病症，他的自毁倾向也开始出现。
1979年底，歡樂分隊欧洲巡演时，伊恩·柯蒂斯在布鲁塞尔结识了一位名叫安妮克·霍諾利的女孩，两人开始交往。乐队巡演结束后，伊恩·柯蒂斯将安妮克带回伦敦，他与妻子的关系出现裂痕。1980年3月，伊恩离家与安妮克同居。但是，与其说他选择了爱，不如说他为自己的精神套上沉重的枷锁，从此他更感到生活是如此的糟糕，生命是如此的可悲。
他开始寻求永远的解脱。1980年4月7日，伊恩·柯蒂斯回到曼彻斯特家中，写了封遗书后吞下了大量安眠药自杀，随即被妻子发现，送医院抢救后保住性命。随后乐队又开始一连串繁忙的演出。那时伊恩总是穿着雨衣在台上演唱，表演时经常伴着癫痫病的发作跳出一种奇怪的舞步，台下观众不知情，纷纷开始模仿他奇怪的举止，一时间，穿雨衣跳怪舞竟风靡英伦各地。那段时期，歡樂分隊的名声越来越大，但伊恩的健康状况也越来越糟，癫痫发作的次数越来越频繁，每次倒下后队员们总是担心他再也醒不过来。1980年4月，妻子提出离婚要求。此后，伊恩的性格变得更加怪异无常，时而兴高采烈、神采飞扬，时而阴沉沮丧，沉默寡言。
1980年5月17日，他在家看一部描述德国音乐家去美国发展，最后因为与当地人格格不入而自杀身亡的故事片《Stroszek》。当晚，他不停地播放着伊吉·帕普（Iggy Pop）的《The Idiot》。5月18日，伊恩写了一封给妻子的遗书后，在厨房上吊自尽，终年23岁。

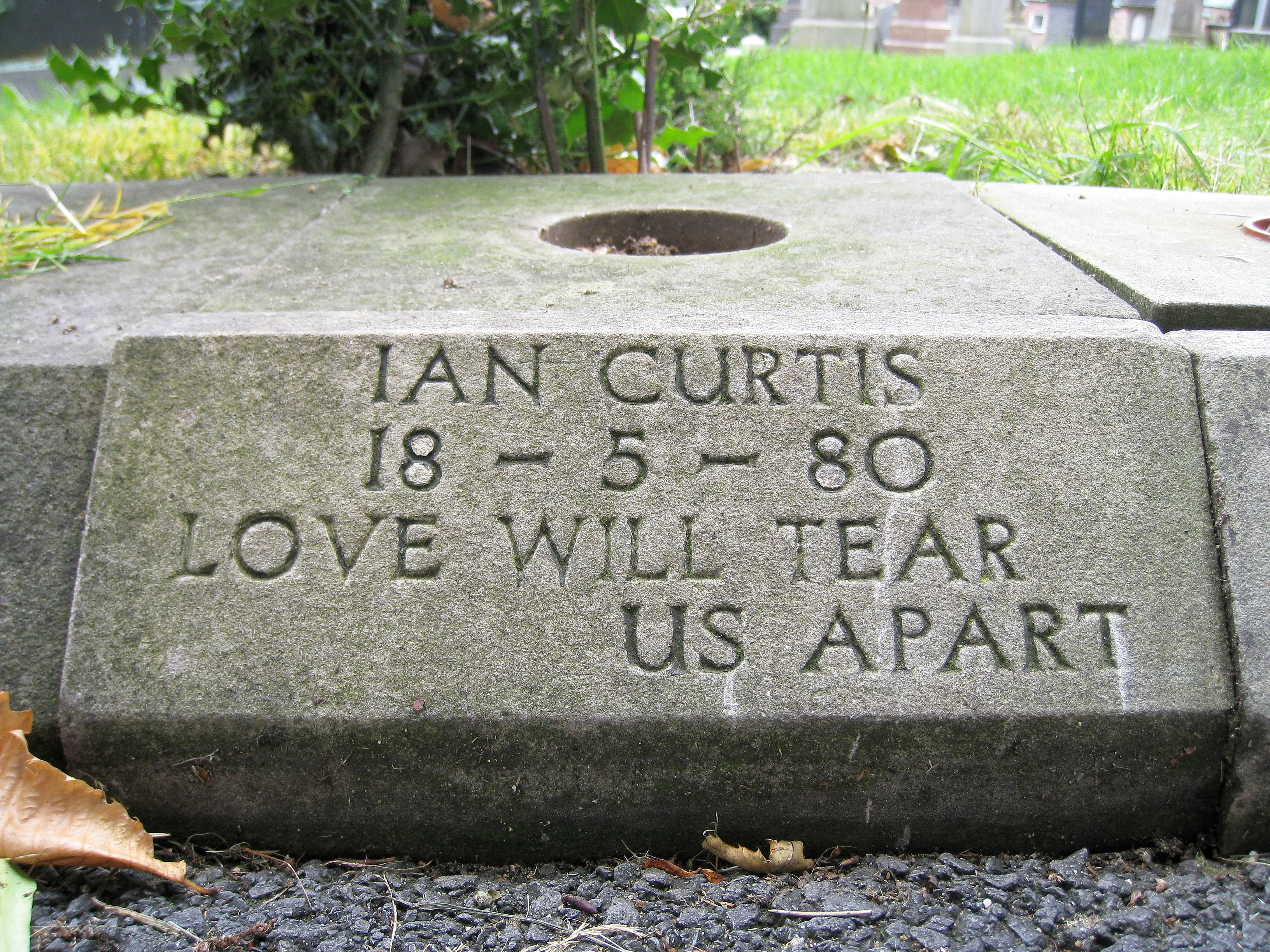
2008年，原始墓碑上的墓銘，"Love Will Tear Us Apart"

## 作品
成立于1977年英国曼彻斯特的歡樂分隊，直到1980年主唱伊恩·柯蒂斯自杀身亡，只发行了兩张严格意义上的录音室专辑，却被认为是同时代最有影响力的英国乐队（《Melody Maker》）。他们不仅是后朋克运动的先锋乐队之一，其影响力甚至贯穿至整个八、九十年代的哥特浪潮，即所谓后现代时期（post-modern era）音乐。
歡樂分隊的音乐中，同时能感受到門戶合唱團般经典摇滚，和 Brian Eno 那种氛围音乐的影子，而主唱伊恩·柯蒂斯也有吉姆·莫里森般的诗人气质，他们的音乐中的悲剧意识很大程度来源于伊恩·柯蒂斯的个人悲剧—无法摆脱的癫痫病的折磨以及陷入感情纠葛不能自拔。和同样经受癫痫病折磨的俄国作家杜斯妥也夫斯基一样，伊恩的作品中总带有一种近乎绝望的自我毁灭的力量，充满对现实对希望的质问和怀疑。在他的音乐中，试图跨越理想与现实之间的鸿沟，最终却以自毁的方式来摆脱精神世界的重负。
在伊恩·柯蒂斯死前一个月，乐队发行了他们最广为人知的曾被无数艺人翻唱过的单曲“Love Will Tear Us Apart”，这首歌甚至宣告了Joy Division在主流音乐领域里的巨大成功，它创作于1980年3月伊恩离家那段时间。

## 悼念
1985年, 新秩序樂團 發布了歌曲 "Elegia", 獻給柯蒂斯.

## 外部連結
- Ian Curtis biography （页面存档备份，存于） Joy Division Central
- 伊恩·柯蒂斯的Discogs页面（英文）
- 在Find a Grave上的Ian Curtis